# 兵庫県道路公社
兵庫県道路公社（ひょうごけんどうろこうしゃ）は、兵庫県を設立団体とする地方道路公社である。1971年（昭和46年）に全国の43地方道路公社の中で4番目に設立された。

## 管理する道路
| 路線名       | 本籍路線  | 全長    | ETC整備状況 | 備考                                                               |
| ------------ | --------- | ------- | ----------- | ------------------------------------------------------------------ |
| 播但連絡道路 | 国道312号 | 63.6 km | ○           | 北近畿豊岡自動車道・中国自動車道・山陽自動車道・姫路バイパスに接続 |
| 遠阪トンネル | 国道483号 | 4.7 km  | ○           | 北近畿豊岡自動車道と一体化                                         |

凡例
○：全線にわたって整備済み

△：一部料金所整備済み

×：整備料金所なし

### かつて管理していた道路
- 南淡路道路（平行する本州四国連絡道路の開通による。） : 1987年（昭和62年）10月8日 無料開放
- 但馬海岸道路 : 1995年（平成7年）7月1日 無料開放
- 第二但馬海岸道路 : 1995年（平成7年）7月1日 無料開放
- 西宮北道路（兵庫県道82号大沢西宮線の一部に。） : 2018年（平成30年）4月1日 無料開放

## 不祥事

### 官製談合事件
兵庫県道路公社が発注した、播但連絡道路の耐震補強修繕工事の競争入札で、非公表だった最低制限価格の情報を業者側に漏洩したとして、同公社に派遣されていた30歳代の兵庫県の男性職員と、受注業者の松本組関係者らが、官製談合防止法違反と公契約関係競売入札妨害の両容疑で、2023年9月30日に兵庫県警察に逮捕された。さらにこの職員は、業者からこの件で賄賂を受け取っていた容疑でも再逮捕されている。